# ヴァラ (スウェーデン)
ヴァラは、スウェーデンのヴェストラ・イェタランド県にあるヴァラ市の地域であり、2019年には4,235人の住民が住んでいる。 